# كريس باهر
كريس باهر (بالإنجليزية: Chris Bahr)‏ هو لاعب كرة قدم أمريكية ولاعب كرة قدم أمريكي في مركز الوسط، ولد في 3 فبراير 1953 في ولاية كوليج في الولايات المتحدة. لعب مع أوكلاند ريدرز وسان دييغو تشارجرز وسينسيناتي بنغالز.

## وصلات خارجية
- كريس باهر على موقع مرجع كرة القدم المحترفة.كوم (الإنجليزية)